# Allobates mcdiarmidi
Espèce
Synonymes
- Colostethus mcdiarmidi Reynolds & Foster, 1992

Statut de conservation UICN

 NT  : Quasi menacé
Allobates mcdiarmidi est une espèce d'amphibiens de la famille des Aromobatidae.

## Répartition
Cette espèce est endémique du versant oriental des Andes boliviennes. Elle se rencontre vers 1 700 m d'altitude dans les départements de La Paz et de Cochabamba. 

## Étymologie
Elle est nommée en l'honneur de Roy Wallace McDiarmid.

## Publication originale
- Reynolds & Foster, 1992 : Four New Species of Frogs and One New Species of Snake from the Chapare Region of Bolivia, with Notes on Other Species. Herpetological Monographs, vol. 6, p. 83-104.